# Antonio Sánchez Gómez
Antonio Sánchez Gómez (Ronda, 1911 - Madrid, 27 de febrero de 1984) fue un periodista español. A lo largo de su carrera fue director de varios diarios, siendo especialmente conocido por ser el fundador de la revista ¡Hola!.

## Biografía
Licenciado en Derecho, estudió periodismo en la escuela El Debate, donde consiguió el número uno de su promoción.
Dirigió los siguientes diarios:
- Labor, de Soria;
- El Día de Palencia;
- Diario Vasco, de San Sebastián;
- Patria, de Granada;
- La Prensa, de Barcelona (entre 1941 y 1960).

Dirigiendo este último funda en septiembre de 1944 ¡Hola!, especializada en crónica social, moda, belleza y estilo de vida con el subtítulo “semanario de amenidades”. Inicialmente la editó en el propio domicilio familiar, junto con su mujer, la palentina Mercedes Junco Calderón (1920-2019).
Hacia 1954 la tirada era ya de 25.000 ejemplares, en esta década se imprimía ya en huecograbado y se distribuía en las principales ciudades españolas
La edición e impresión de ¡Hola! se trasladó a Madrid, transformándose en una revista a todo color a partir de su número del seis de abril de 1962. En ese año publicaba ya 250.000 ejemplares semanales y había completado su evolución hacia lo que hoy entendemos como el género de las "revistas del corazón".
El periodista falleció en 1984 en Madrid, a los 72 años, víctima de un derrame cerebral. Fue sucedido en la dirección de la revista por su hijo Eduardo Sánchez Junco.
En 2011 fue nombrado hijo predilecto de Ronda, su localidad natal.